# Międzynarodowy Festiwal w Edynburgu
Międzynarodowy Festiwal w Edynburgu (ang. Edinburgh International Festival) – coroczny festiwal w Edynburgu w Szkocji, trwający ponad trzy tygodnie w sierpniu. Na zaproszenie dyrektora festiwalu występują na nim najlepsi wykonawcy muzyki (zwłaszcza muzyki poważnej), teatru, opery i tańca z całego świata. Festiwalowi towarzyszą wystawy, wykłady i warsztaty.

## Historia
Pomysł organizacji festiwalu powstał po II wojnie światowej. Jego autorem był Rudolf Bing, dyrektor generalny Festiwalu operowego w Glyndebourne. Pierwsza edycja została sfinansowana przez Lorda Rosebery z wygranej otrzymanej po zwycięstwie w wyścigach jego konia Ocean Swelln. Imprezę dofinansował Urząd Miasta w Edynburgu, a potem fundusze przyznała Rada Sztuki w Wielkiej Brytanii utworzoną przez Lorda Keynesa pod koniec wojny. Organizatorami pierwszego festiwalu oprócz Binga byli: Henry Harvey Wood, szef British Council w Szkocji, Sidney Newman, profesor muzyki na uniwersytecie w Edynburgu oraz grupa działaczy z Edynburga, a szczególnie John Falconer. Decyzje podjęto w 1946 roku, ale ponieważ było już za późno na organizację festiwalu zaplanowano go na następny rok. Pierwszy międzynarodowy festiwal (i pierwszy „Festival Fringe”, choć nie nosił on wtedy tej nazwy) odbył się pomiędzy 22 sierpnia a 11 września 1947 roku. Obecnie Festiwal jest organizowany w sierpniu.

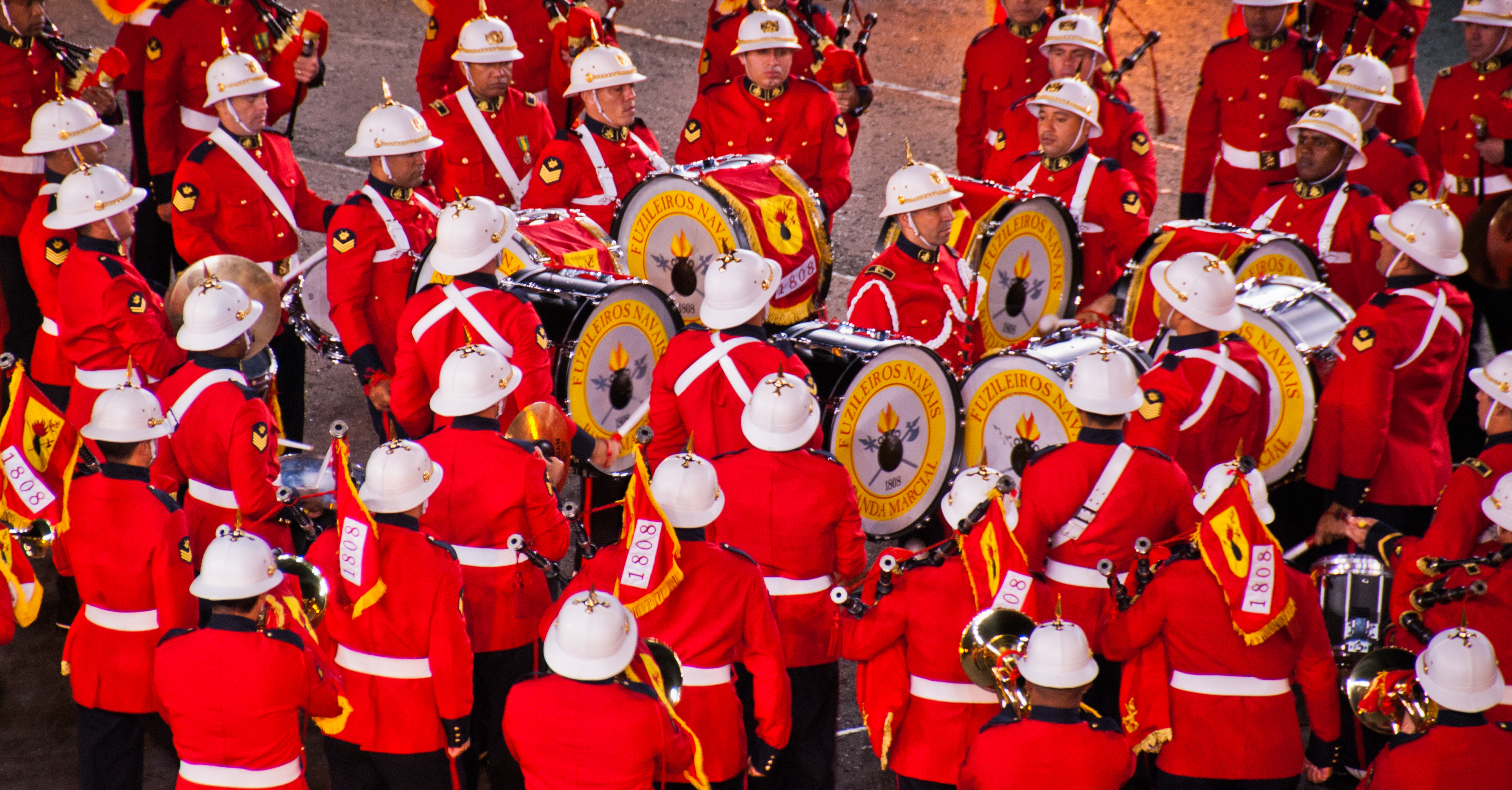
Od 1950 roku jest organizowany festiwal orkiestr wojskowych Edinburgh Military Tattoo.

Pierwszy festiwal skoncentrował się głównie na muzyce klasycznej, a najważniejszym wydarzeniem były koncerty Filharmonii Wiedeńskiej pod dyrekcją Bruno Waltera, który wyjechał z Europy po zajęciu Austrii przez Rzeszę Niemiecką. Pierwsze teatralne przedstawienia podczas festiwalu miały miejsce w następnym roku, kiedy po raz pierwszy od 1552 roku w Sali Zgromadzeń nad Kopcem wykonano adaptację The Thrie Estaites Davida Lyndsaya. Ponieważ armia brytyjskiej chciała zaprezentować swoją twórczość podczas festiwalu powstał w 1950 roku Edinburgh Military Tattoo. To coroczne wydarzenie zostało uznane za integralną część oficjalnego festiwalu, choć nadal jest organizowane osobno. W 2015 roku zmieniono termin organizacji Międzynarodowego Festiwalu w Edynburgu tak, aby była zbieżna z Festiwalem Fringe.

## Miejsca festiwalowe
Imprezy podczas Festiwalu są organizowane w Festival Theatre na 1800 miejsc, Usher Hall na 2300 miejsc, Royal Lyceum Theatre na 650 miejsc oraz King's Theatre na 1350 miejsc. Koncerty są organizowane w The Queen's Hall która posiada ponad 900 miejsc. Na potrzeby festiwalu zaadaptowano także dawny kompleks kinowy The Edinburgh Playhouse na ponad 3000 miejsc. W centrali festiwalu, która od 1999 roku mieści się w The Hub. Jest to dawny kościół Tollbooth na Castlehill, bezpośrednio pod Zamkiem w Edynburgu. Jego wysoka gotycka iglica jest najwyższym punktem w centrum Edynburga (poza Zamkiem) i punktem orientacyjnym widocznym z odległości wielu kilometrów. W budynku dysponującym ponad 400 miejscami, są organizowane podczas festiwalu wykłady, konferencje i dyskusje.

## Dyrektorzy festiwalu
- 1947–49:  Rudolf Bing[1]
- 1950–55: Ian Bruce Hope Hunter[12]
- 1956–1960: Robert Noel Ponsonby[13]
- 1961–65: George Henry Hubert Lascelles, 7. hrabia Harewood[14]
- 1966–1978: Peter Diamand[14]
- 1979–1983: John Richard Gray Drummond[15]
- 1984–1991: Frank Dunlop[16]
- 1992–2006: Brian McMaster[17]
- od października 2006–2014:  Jonathan Mills[18]
- od października 2014 – nadal: Fergus Linehan[19]

## Inne festiwale w Edynburgu
W tym samym czasie co Międzynarodowy Festiwal w Edynburgu jest organizowanych około dziesięciu innych festiwali. Noszą one nazwę Edynburg Festival. Najważniejszym z nich jest Festiwal teatrów ulicznych w Edynburgu, który powstał w tym samym czasie co Międzynarodowy Festiwal i stał się największym na świecie festiwalem sztuki. W sierpniu 1947 roku odbył się po raz pierwszy Międzynarodowy Festiwal Filmowy w Edynburgu. W 1966 roku z inicjatywy Johna Caldera, Richarda Demarco, Jima Haynesa zaczął być organizowany Festiwal pisarzy, który przekształcił się w Międzynarodowy Festiwal Książki w Edynburgu.

## Polska na  festiwalu
W 2012 roku zaplanowano imprezę Polska Arts in Edinburgh 2012. Pokazano wtedy sztukę 2008: Macbeth w reżyserii Grzegorza Jarzyny, London Symphony Orchestra pod dyrekcją Walerija Giergijewa wykonała cztery Symfonie oraz oba Koncerty skrzypcowe Karola Szymanowskiego. Dodatkowo dwa koncerty Witolda Lutosławskiego wykonała  Cleveland Orchestra pod dyrekcją Franza Welsera-Mosta.